# Delahaye Type 57

Delahaye 20-24 HP tombereau basculant (Auto-Salon Paris 1912).png

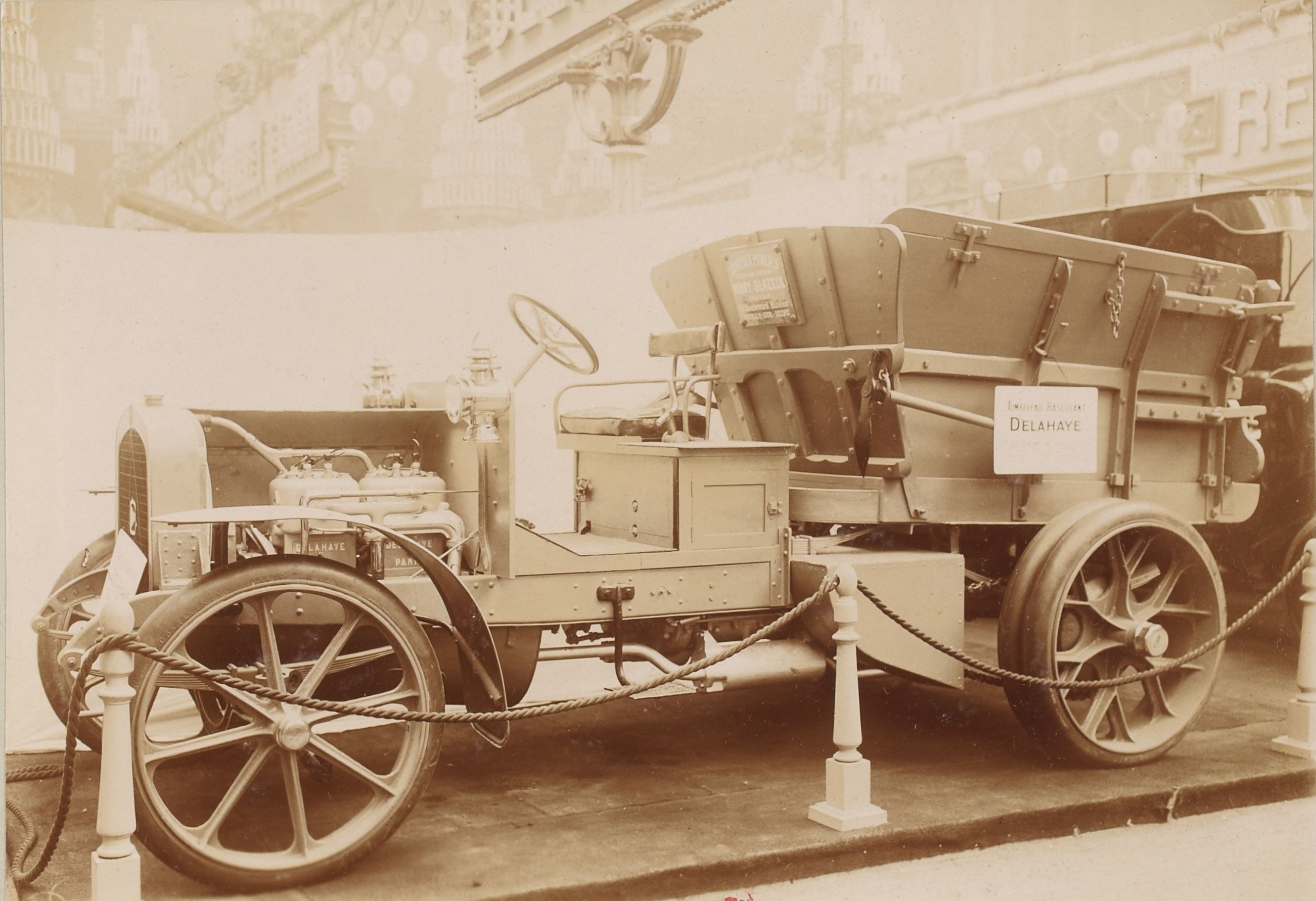
Delahaye Type 57

Der Delahaye Type 57 ist ein frühes Lkw-Modell. Hersteller war Automobiles Delahaye in Frankreich.

## Beschreibung
Das Fahrzeug wurde 1912 auf dem Pariser Autosalon vorgestellt. Es waren Muldenkipper mit 3,5 Tonnen Nutzlast. Die Steuerklasse war mit 20-24 CV angegeben. Der Ottomotor mit 4 Zylindern leistet 24 PS.